# Schweinfurt
Schweinfurt és una ciutat de Baviera (Alemanya) travessada pel riu Main.
Després de Würzburg i Aschaffenburg és la tercera ciutat més gran de la Baixa Francònia. La població és d'uns 55.000 habitants. la ciutat es troba a 27 km al nord-est de Würzburg i a 20 km al nord de Gerolzhofen.
L'octubre del 1943 les forces aèries dels Estats Units van bombardejar la ciutat que posseïa una fàbrica de rodaments, per a la producció d'armes. Els nord-americans van perdre 60 avions en aquest atac.
Des del final de la Segona Guerra Mundial, funciona en aquesta ciutat una important base de l'exèrcit dels Estats Units que ha de ser abandonada en els propers anys.
Entre els seus principals atractius turístics es troba el museu Georg Schäfer.
És la ciutat natal de l'arquitecte Theodor Fisher.

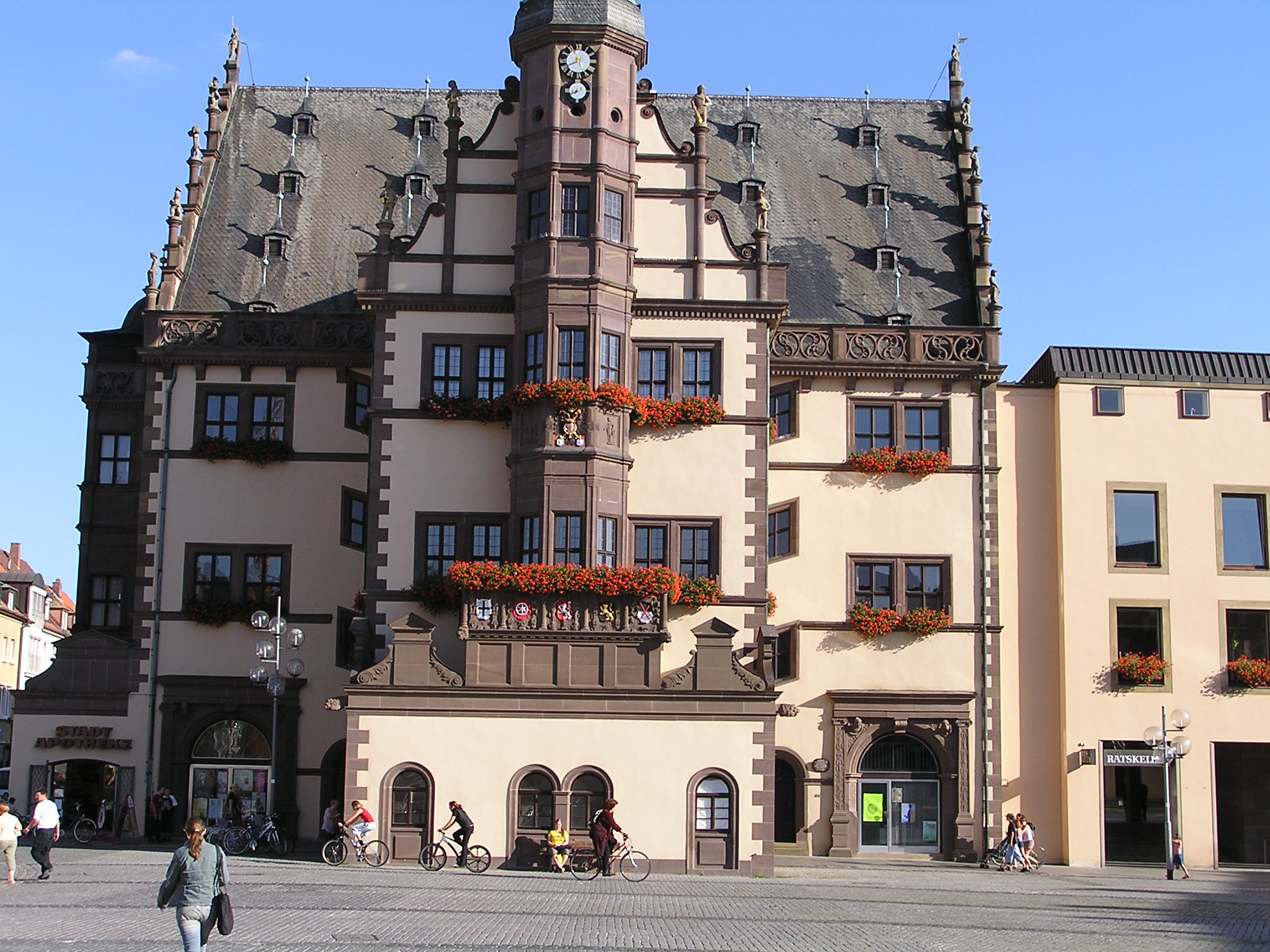
Marktplatz.